# 오룡역
오룡역(Oryong station, 五龍驛)은 대전광역시 중구 오류동에 있는 대전 도시철도 1호선의 전철역이다.

## 연혁
- 2003년 7월 25일 : 오룡역으로 역명 확정[1]
- 2006년 3월 16일 : 1단계 (판암 ~ 정부청사) 구간 개통과 함께 영업 개시

## 역 구조
2면 2선의 상대식 승강장이 있는 지하역이다. 스크린도어가 설치되어 있다. 이 역부터 지족역까지는 모두 상대식 승강장이다.

### 승강장
| 서대전네거리 ↑ |
| \| 상          |
| ↓ 용문         |

| 상행 | ● 대전 도시철도 1호선 | 서대전네거리 · 중앙로 · 대전역 · 판암 방면 |
| 하행 | ● 대전 도시철도 1호선 | 용문 · 시청 · 유성온천 · 반석 방면         |

- 승강장 번호는 없다.

## 역명 유래
오류동과 용두동의 앞글자인 오(五) 자와 용(룡(龍)) 자를 따서 오룡역이라 명명되었다.

## 역 주변
- 서대전역
- 코스트코 대전점
- 서대전역 우방 아이유쉘 스카이팰리스
- 하나은행 대전영업부점
- 대전선병원
- 을지대학교 대전캠퍼스
- 메리츠화재 대전지점
- 한국무역보험공사 대전충남지사
- 한국예탁결제원 대전지원
- LG유플러스 대전지사
- NH농협은행 오룡역지점
- 대전사회복무교육센터
- 충남여자중학교
- 충남여자고등학교
- 대전대성중학교
- 대전대성고등학교
- 대전목동초등학교

## 승차량 변동
| 역 노선 | 1일 평균 승차 인원 | 1일 평균 승차 인원 | 1일 평균 승차 인원 | 1일 평균 승차 인원 | 1일 평균 승차 인원 | 1일 평균 승차 인원 | 1일 평균 승차 인원 | 1일 평균 승차 인원 | 1일 평균 승차 인원 | 1일 평균 승차 인원 |
| 역 노선 | 2006년             | 2007년             | 2008년             | 2009년             | 2010년             | 2011년             | 2012년             | 2013년             | 2014년             | 2015년             |
| ------- | ------------------ | ------------------ | ------------------ | ------------------ | ------------------ | ------------------ | ------------------ | ------------------ | ------------------ | ------------------ |
| 1호선   | 1,812              | 2,707              | 3,213              | 3,917              | 4,123              | 4,387              | 4,444              | 4,575              | 4,695              | 4,615              |
| 1호선   | 2016년             | 2017년             | 2018년             | 2019년             | 2020년             |                    |                    |                    |                    |                    |
| 1호선   | 4,493              | 4,517              | 4,406              | 4,419              |                    |                    |                    |                    |                    |                    |

## 사진

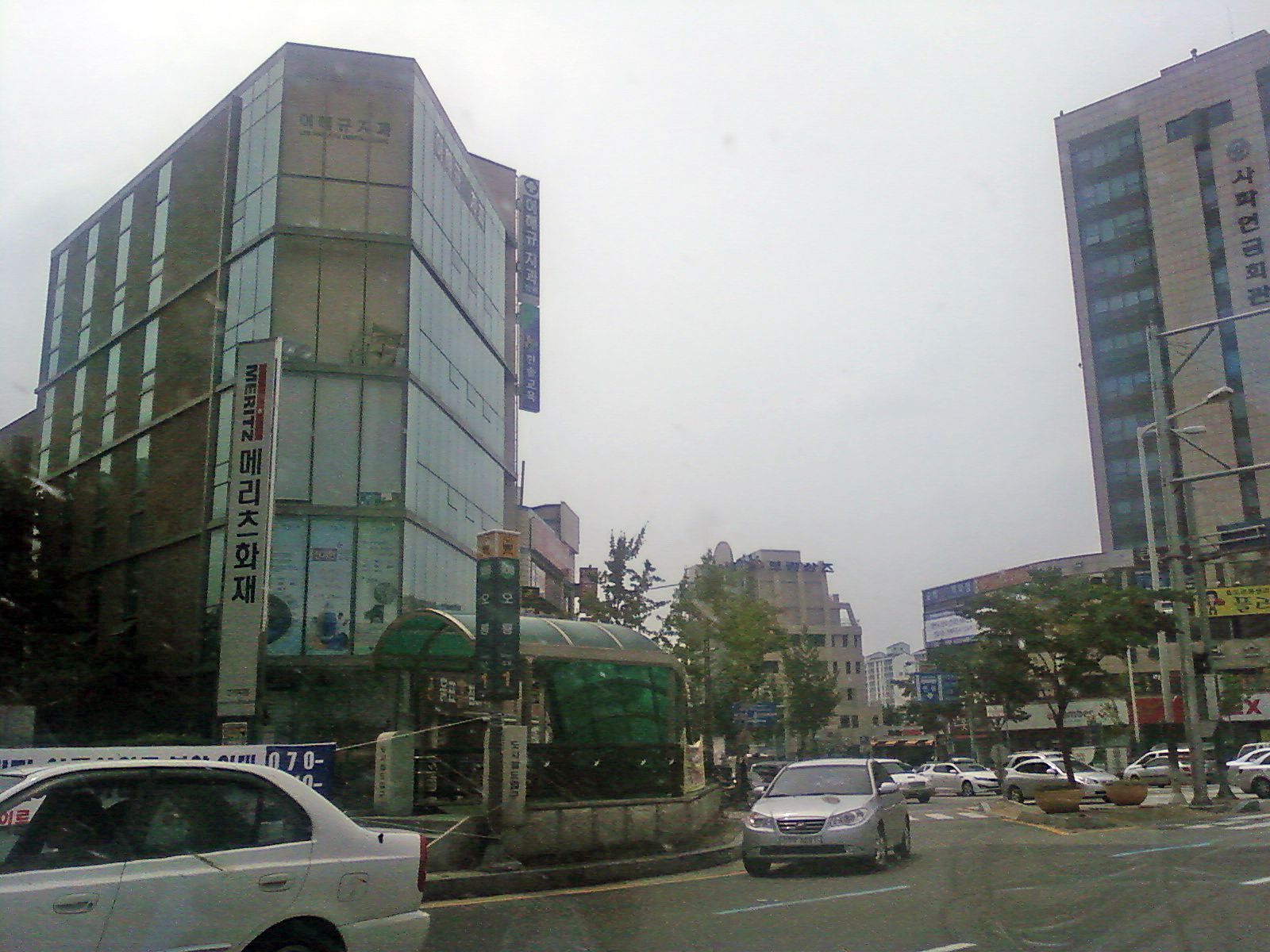
오룡역 1번 출입구
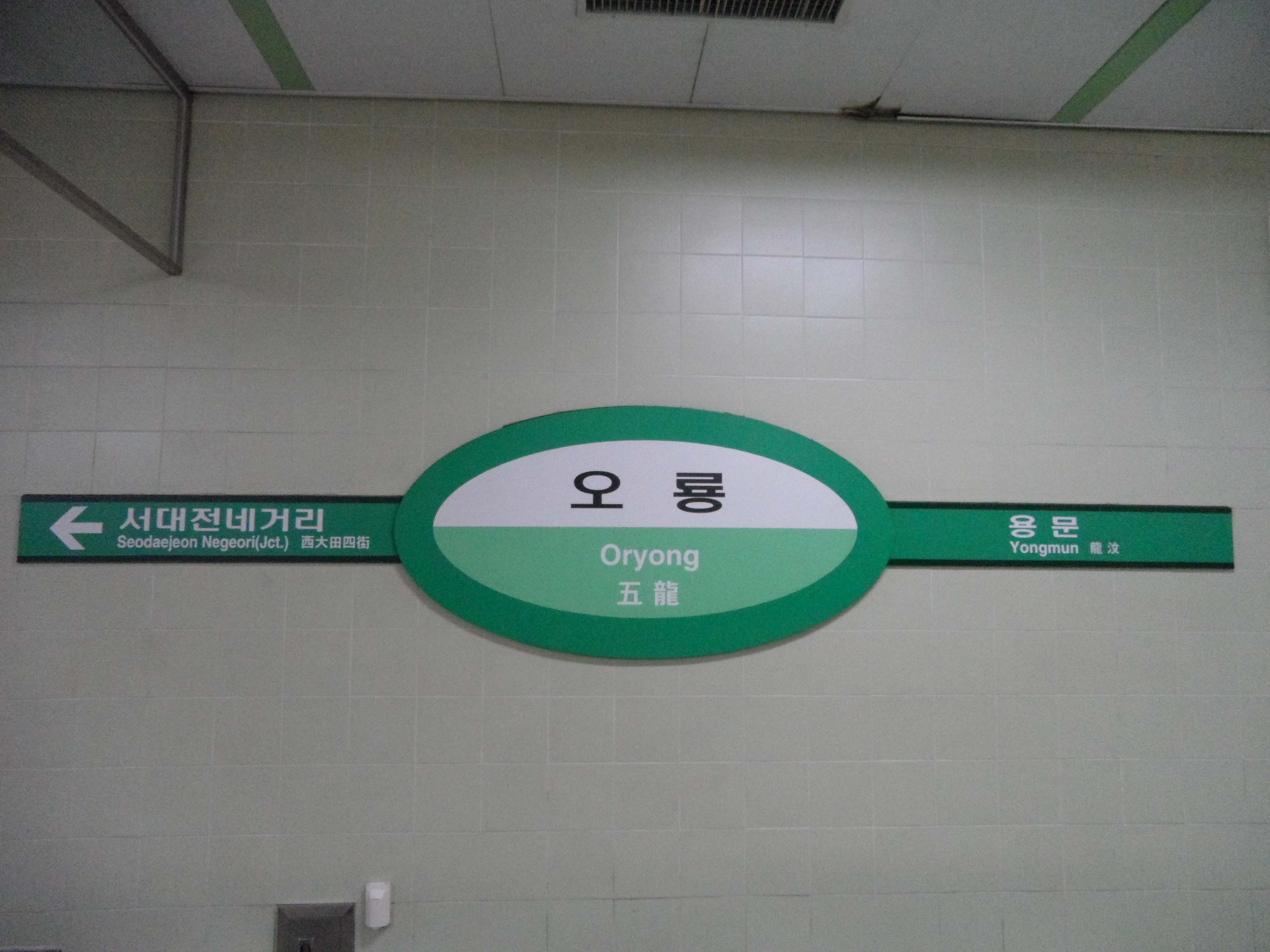
역명판

## 인접한 역
| 대전 도시철도 1호선        | 대전 도시철도 1호선   | 대전 도시철도 1호선            |
| -------------------------- | --------------------- | ------------------------------ |
| 107 서대전네거리 판암 방면 | ● 대전 도시철도 1호선 | 109 용문(가톨릭병원) 반석 방면 |